# Sonatine pour flûte et piano de Ropartz
Pour les articles homonymes, voir Sonatine pour flûte et piano.
La Sonatine pour flûte et piano est une œuvre de musique de chambre de Guy Ropartz composée en 1930 à l'intention du flûtiste René Le Roy.

## Présentation
La Sonatine pour flûte et piano est une sonatine écrite pour flûte et piano, composée en 1930,. 
L'œuvre, destinée et dédiée au flûtiste René Le Roy,, est publiée par Durand en 1931. 
Pour le musicologue Michel Fleury, c'est une « page lumineuse, d'une simplicité et d'un raffinement extrêmes, [qui] nous fait pénétrer dans l'univers paradisiaque et désincarné du dernier Ropartz ». 

## Structure
La Sonatine pour flûte et piano, de texture très contrapuntique, est composée de trois mouvements :
1. « Très modéré » ( = 84), à 
, dans lequel « une danse tenant à la fois de la habanera et du cha-cha-cha tient lieu de second thème [...] et contraste avec l'écriture transparente, en arpèges, d'un piano par moment très fauréen[1] » ;
2. « Très lent » ( = 50), à 
, dans lequel un « épisode syncopé, plus animé et agité instaure [...] fugitivement une atmosphère jazzy alors très en vogue[1] » ;
3. « Assez vif » ( = 76), à 
, final où des « éléments empruntés au grand premier thème pastoral du premier mouvement se plient avec souplesse à l'esprit de la danse qui domine « ce badinage délicieux, dans lequel la flûte et le piano conversent verveusement et spirituellement, avec, de temps à autre, une pointe d'émotion[1] » », pour reprendre les mots de Fernand Lamy dans son ouvrage Ropartz, l'homme et l'œuvre[1].

« Fraîche » pour François-René Tranchefort, la Sonatine pour flûte et piano laisse, « à la première audition, l'impression [...] d'un grand jardin avec des enfants et des oiseaux en train d'improviser leurs chants — un entrelacs finement orfévré d'arabesques se liant et se déliant ».

## Discographie
- avec la Sonate pour violon et piano no 2 et la Sonate pour violoncelle et piano no 2, Juliette Hurel (flûte) et François Kerdoncuff (piano), Timpani 1C1214, 2013[4].